# Utsjoki
Utsjoki [ˈutsjɔki] (nordsamisch Ohcejohka) ist eine Gemeinde im finnischen Teil Lapplands. Sie liegt im äußersten Norden des Landes und hat 1180 Einwohner (Stand 31. Dezember 2022) auf einer Fläche von 5372 km². Die Mehrheit der Bevölkerung von Utsjoki gehört dem Volk der Samen an.

## Geografie

### Lage und Ausdehnung
Utsjoki liegt im äußersten Norden Finnlands in der Landschaft Lappland an der Grenze zu Norwegen. Beim Dorf Nuorgam befindet sich der nördlichste Punkt Finnlands und der Europäischen Union. Die Gemarkung von Utsjoki ist recht ausgedehnt: Mit 5372 km² ist Utsjoki flächenmäßig mehr als doppelt so groß wie das Saarland oder Luxemburg. Ein Großteil des Gemeindegebiets besteht aus unbewohnter Wildnis. Bei 1180 Einwohnern ergibt sich so eine Bevölkerungsdichte von 0,23 Einwohnern pro Quadratkilometer Landfläche.
Nachbargemeinden von Utsjoki sind Inari im Süden sowie auf norwegischer Seite Karasjok im Westen, Tana im Norden und Nesseby im Nordosten. Die Entfernung nach Rovaniemi, der Hauptstadt Lapplands, beträgt 453 km; nach Helsinki sind es 1267 km.

### Landschaft

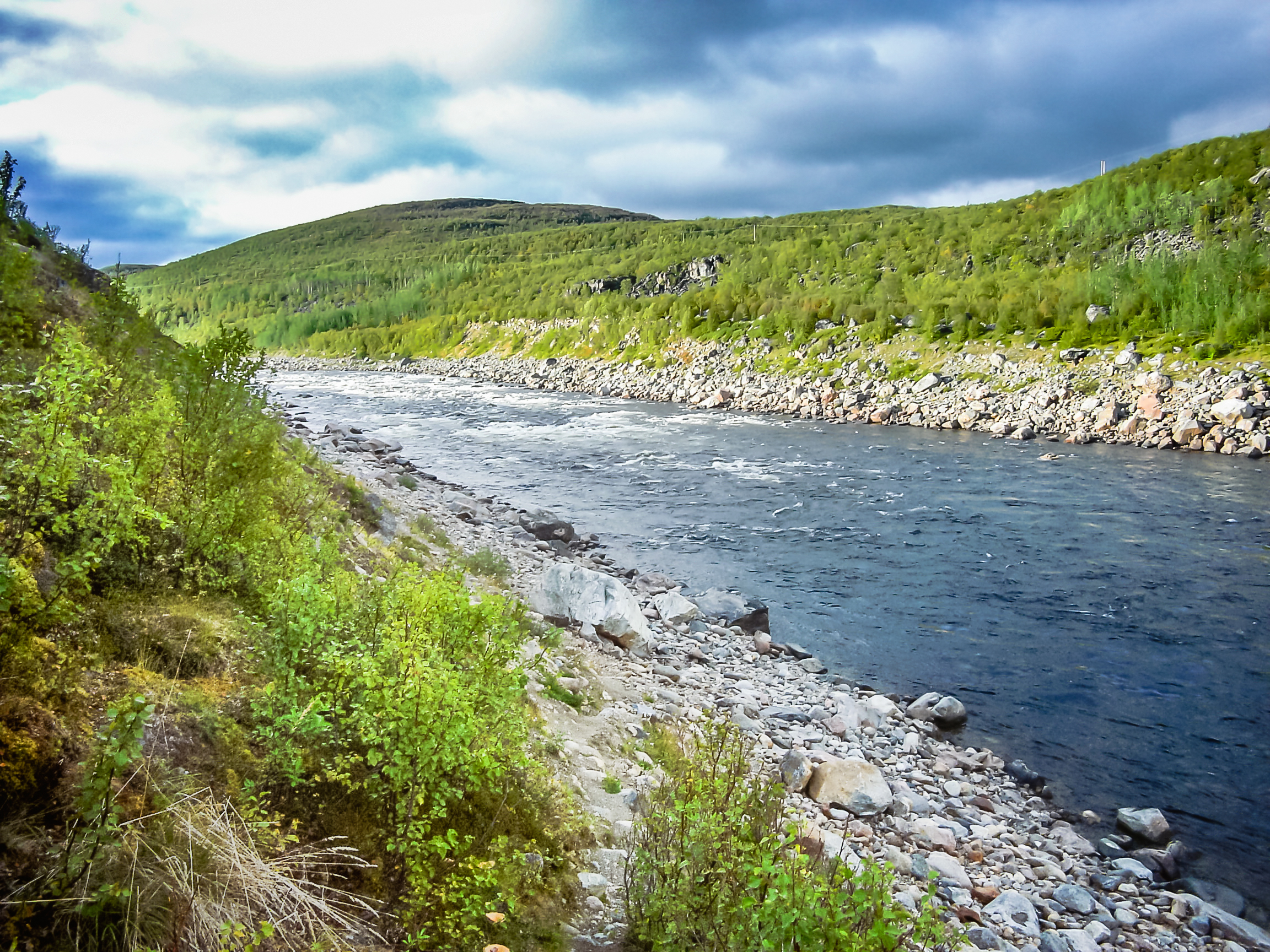
Der Tenojoki nahe Nuorgam

Die Topografie Utsjokis wird durch zwei größere Flüsse beherrscht: Der Tenojoki bildet zusammen mit seinem Zufluss Inarijoki die Grenze zu Norwegen. Der namensgebende Fluss Utsjoki fließt in Nord-Süd-Richtung durch das Gemeindegebiet, ehe er in den Tenojoki mündet. Die Besiedlung Utsjokis konzentriert sich gänzlich auf die Täler dieser beiden Flüsse. Die Gebiete der Gemeinde abseits der beiden Flussläufe sind gänzlich wegelos und unbesiedelt. Die Natur ist hier aufgrund der extremen Nordlage sehr karg. Kiefern wachsen nur ganz vereinzelt in geschützten Lagen, ansonsten ist die einzige in Utsjoki vorkommende Baumart die Birke. Die Baumgrenze wird bereits auf einer Höhe von 300 Metern über dem Meeresspiegel erreicht, in höheren Lagen herrscht eine tundraartige Vegetation vor.
Ein Großteil der Fläche Utsjokis steht unter Naturschutz. Im Gebiet der Gemeinde befinden sich die Wildnisgebiete Kaldoaivi, Muotkatunturi und Paistunturi sowie der 712 km² große Kevo-Naturpark. Der Fluss Kevojoki durchfließt hier auf einer Strecke von 40 km einen bis zu 80 m tiefen Canyon.
202,93 km², das sind unter 4 % der Gemeindefläche, wird von Wasser bedeckt. Der Anteil der Binnengewässer liegt damit, wie allgemein in Lappland, deutlich unter dem Landesdurchschnitt Finnlands. Die Anzahl der Seen ist bei rund 600 Seen mit einer Größe von über fünf Hektar und etwa 300 kleineren Teichen verhältnismäßig hoch, sie sind aber allesamt eher klein. Die größten Seen sind der Pulmankijärvi (12 km²) südlich von Nuorgam an der Grenze zu Norwegen und der Luomusjärvi im Kevo-Naturpark.

### Dörfer

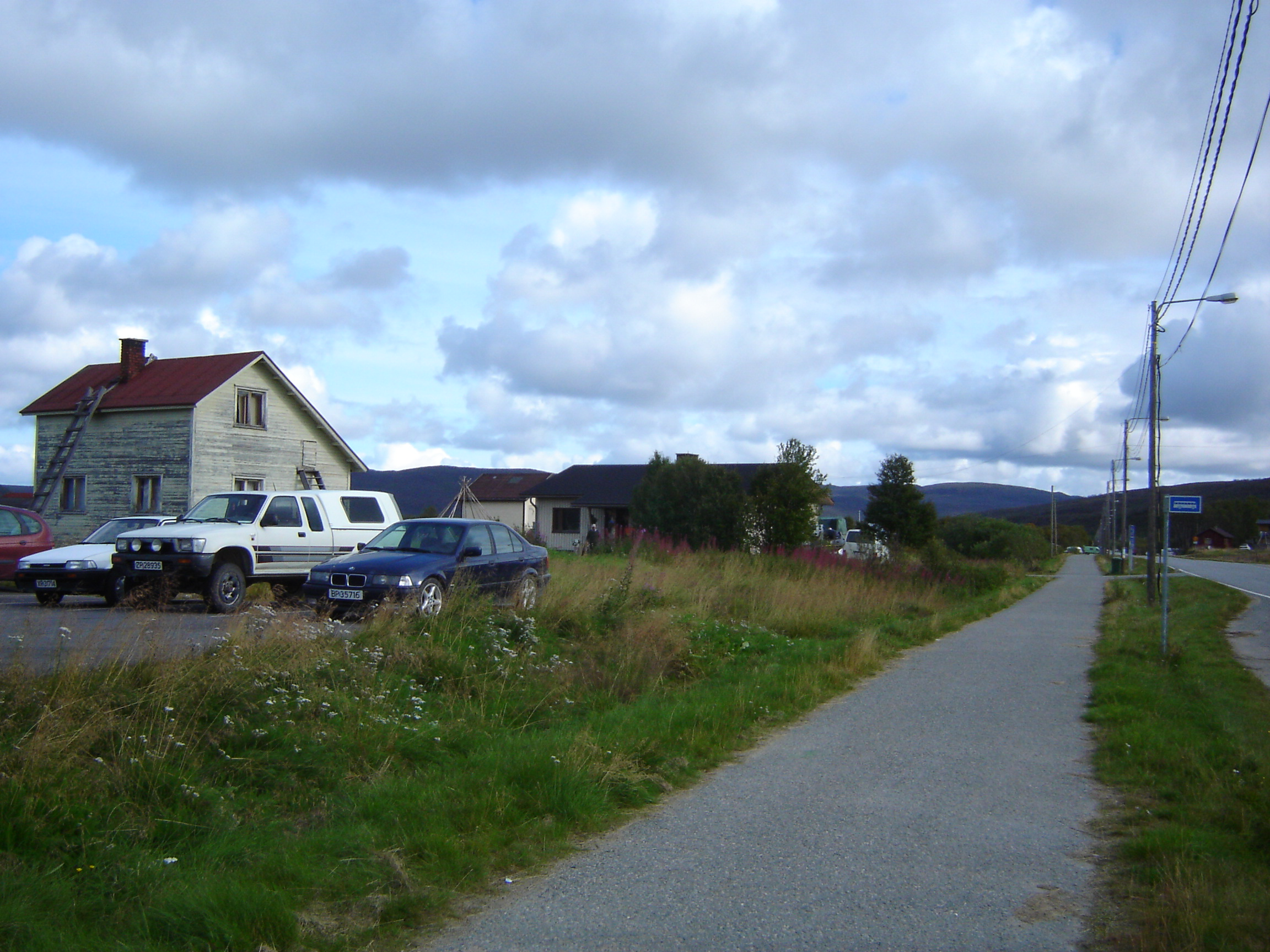
Nuorgam ist das nördlichste Dorf Finnlands

Das Gemeindezentrum ist das Kirchdorf Utsjoki an der Mündung des Utsjoki in den Tenojoki. Die beiden anderen wichtigen Ortschaften sind Karigasniemi (samisch Gáregasnjárga) 102 km südwestlich und Nuorgam (Njuorggán) 43 km nordöstlich von Utsjoki. Beide liegen am Ufer des Tenojoki. Daneben gehören zur Gemeinde noch eine Reihe kleinerer Streusiedlungen wie Kaamasmukka (Gámasmohkki), Outakoski (Vuovdaguoika), Rovisuvanto (Roavesavu), Dalvadas (Dálvadas) oder Nuvvus (Nuvvos). Die Bevölkerung verteilt sich folgendermaßen auf die statistischen Gebiete der Gemeinde:
- Utsjoki-Mieraslompolo: 642 Einwohner
- Karigasniemi: 315 Einwohner
- Nuorgam: 214 Einwohner
- Outakoski: 182 Einwohner

## Geschichte
Utsjoki wurde 1876 gegründet.

## Bevölkerung

### Bevölkerungsentwicklung und -struktur
Mitte der 1990er Jahre betrug die Einwohnerzahl noch nahezu 1600. Weil aber das strukturschwache Lappland von der finnischen Wirtschaftskrise schwerer getroffen wurde als der Süden des Landes, setzte eine Abwanderungswelle in die Wachstumszentren des Südens ein. Auch in Utsjoki verringerte sich die Einwohnerzahl zunächst rapide, hat sich aber mittlerweile auf einem niedrigen Niveau konsolidiert. Wie allgemein in Lappland ist eine Tendenz zur Überalterung festzustellen: Zwischen 1990 und 2001 stieg der Rentneranteil von 17 % auf 22 %, während im selben Zeitraum der Anteil der unter 15-Jährigen von 22 % auf 14 % sank. Auffällig ist die Überzahl der Männer, die 56 % der Bevölkerung ausmachen.
| Jahr      | 1980  | 1985  | 1990  | 1995  | 1996  | 1997  | 1998  | 1999  | 2000  | 2001  | 2002  | 2003  | 2004  | 2005  | 2006  | 2016  |
| Einwohner | 1.479 | 1.548 | 1.514 | 1.568 | 1.555 | 1.521 | 1.457 | 1.412 | 1.394 | 1.401 | 1.402 | 1.385 | 1.367 | 1.363 | 1.361 | 1.241 |

### Samen
Utsjoki gehört zum Siedlungsgebiet des indigenen Volks der Samen. 70 % der Einwohner sind ethnische Samen. Damit ist Utsjoki die einzige Gemeinde Finnlands, in der die Samen die Bevölkerungsmehrheit stellen. Allerdings sprechen nur 46 % Samisch als Muttersprache. Die Gemeinde gehört zum gesetzlich festgelegten samischen „Heimatgebiet“ (kotiseutualue), in dem den Samen besondere Minderheitenrechte zustehen. So hat die in Utsjoki verwendete Variante des Samischen, die nordsamische Sprache, in der Gemeinde neben dem Finnischen einen offiziellen Status und darf im Umgang mit den Behörden verwendet werden. Der Samenrat, eine länderübergreifende Nichtregierungsorganisation der Samen aus Finnland, Schweden, Norwegen und Russland, hat in Utsjoki seinen Sitz.

## Politik

### Verwaltung
Wie allgemein in den ländlichen Gegenden Finnlands ist auch in Utsjoki die Zentrumspartei die stärkste politische Kraft. Bei der Kommunalwahl 2008 erhielt fast die Hälfte der Stimmen. Im Gemeinderat, der höchsten Entscheidungsinstanz bei lokalen Angelegenheiten, stellt sie acht von 15 Abgeordneten. Die beiden anderen großen Parteien des Landes spielen in Utsjoki dagegen eine untergeordnete Rolle: Die Nationale Sammlungspartei ist nur mit zwei, die Sozialdemokratische Partei mit einem Abgeordneten im Gemeinderat vertreten. Zweitstärkste Kraft im Gemeinderat ist indes die lokale samische Wahlliste Ohcejoga Sámit (Samen von Utsjoki) mit vier Sitzen.
| Partei                     | Wahlergebnis 2008 | Sitze |
| -------------------------- | ----------------- | ----- |
| Zentrumspartei             | 47,7 %            | 8     |
| Ohcejoga Sámit             | 25,5 %            | 4     |
| Nationale Sammlungspartei  | 16,1 %            | 2     |
| Sozialdemokratische Partei | 05,7 %            | 1     |

### Wappen
Das Wappen von Utsjoki wurde von Gustaf von Numers entworfen. Es zeigt im schwarzen Feld ein Polarlicht, darüber einen vierstrahligen Stern, beides in Silber. Das Polarlicht und der Stern symbolisieren den Winter in Lappland.

### Städtepartnerschaften
Utsjoki unterhält seit 1970 eine Städtepartnerschaft mit der norwegischen Nachbarkommune Tana.

## Wirtschaft und Infrastruktur

### Wirtschaft
Der Tenojoki gilt als einer der lachsreichsten Flüsse Europas und zieht daher viele Angeltouristen in die Gegend. Auch der Tagestourismus von Norwegern, die im preiswerteren Nachbarland Finnland einkaufen, ist von großer Bedeutung. Neben dem Tourismus ist auch die Rentierzucht der oft noch halbnomadisch lebenden Samen einer der Haupterwerbszweige.

### Verkehr

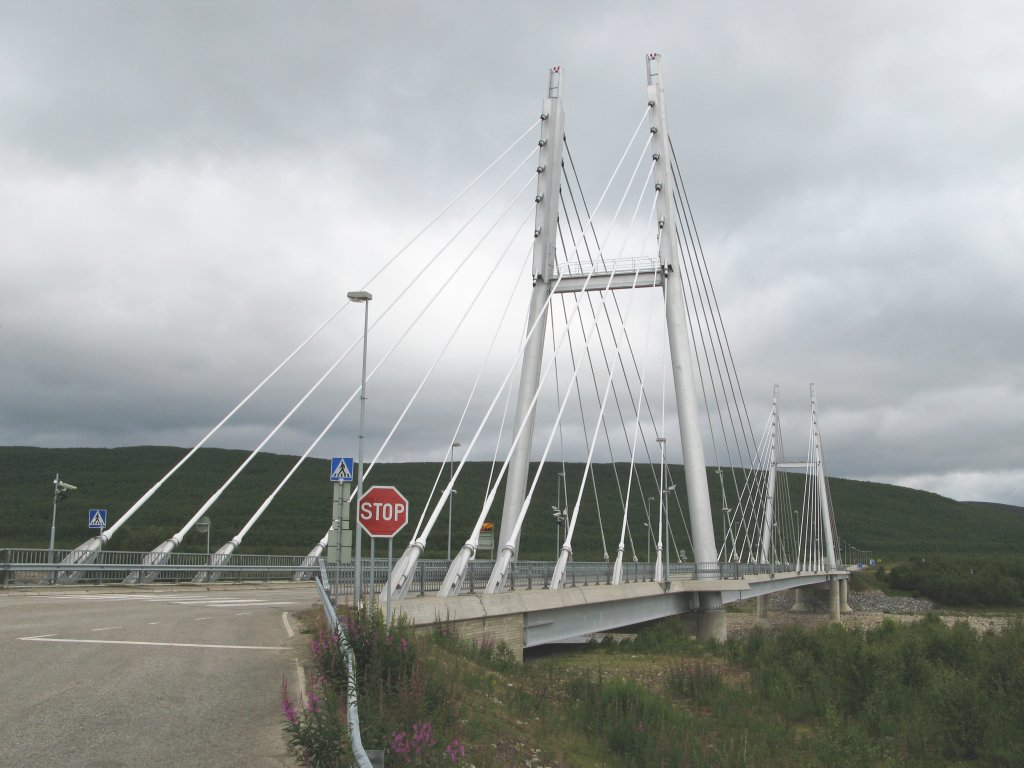
Die Saamen-silta-Brücke führt über den Tenojoki nach Norwegen

Wegen der extrem geringen Bevölkerungsdichte sind weite Teile Utsjokis wegelos, seit den 1970er Jahren sind aber sämtliche Siedlungen auf dem Straßenweg erreichbar. Die größte Verkehrsader ist die Staatsstraße 4, die wichtigste Nord-Süd-Verbindung Finnlands, die über Inari aus Südfinnland kommend in Nord-Süd-Richtung durch Utsjoki bis zur norwegischen Grenze beim Kirchdorf Utsjoki führt. Die Hauptstraße 92 zweigt in Kaamanen in der Gemeinde Inari von der Staatsstraße 4 ab und führt ins Dorf Karigasniemi in Utsjoki. Die Regionalstraße 970 folgt dem rechten Ufer des Tenojoki und führt von Nuorgam über Utsjoki nach Karigasniemi. Sie setzt sich als unbefestigte Landstraße 9704 ins Dorf Angeli in der Gemeinde Inari fort. Von Nuorgam führt ferner die kleinere Straße 19999 zum Pulmankijärvi-See. In Utsjoki gibt es drei Grenzübergangsstellen nach Norwegen: In Utsjoki führt die 1993 erbaute Saamen-silta-Brücke über den Tenojoki auf das gegenüberliegende norwegische Ufer, wo sich die Europastraße 75 fortsetzt. Karigasniemi ist ebenfalls über eine Brücke über den Tenojoki mit dem norwegischen Karasjok verbunden. In Nuorgam  besteht ein Grenzübergang nach Polmak in Norwegen.
Utsjoki wurde erst sehr spät ans Straßennetz angebunden. Zuvor waren die Siedlungen nur per Boot über den Tenojoki erreichbar, wobei die Boote teilweise an Stromschnellen vorbeitransportiert werden mussten. Im Winter konnte der zugefrorene Tenjoki auch mit dem Auto befahren werden. Die erste Straßenverbindung von Kaamanen nach Karigasniemi entstand während des Zweiten Weltkrieges, die Straße von Kaamanen nach Utsjoki wurde 1957 eröffnet. Ursprünglich bildete der Abschnitt von Kaamanen nach Karigasniemi das Schlussstück der Staatsstraße 4, erst nach Fertigstellung der Saamen-silta-Brücke 1993 wurde die Staatsstraße 4 nach Utsjoki umgeleitet und die Strecke Kaamanen-Karigasniemi in die Hauptstraße 92 umgewandelt. Als letzte Siedlung wurde Nuorgam erst 1971 an das Straßennetz angebunden. 1983 entstand schließlich die Querverbindung von Karigasniemi nach Utsjoki.
Von Ivalo aus bestehen Busverbindungen über Utsjoki nach Nuorgam sowie nach Karigasniemi. Nach Norwegen verkehren Busse von Karigasniemi nach Karasjok sowie von Nuorgam nach Tana. An das Eisenbahnnetz ist Utsjoki nicht angebunden, die nächsten Bahnhöfe sind Kolari 386 km südwestlich und Rovaniemi 453 km südlich. Die nächsten Flughäfen befinden sich in Lakselv, Vadsø und Kirkenes in Norwegen bzw. auf finnischer Seite in Ivalo.

## Kultur und Sehenswürdigkeiten

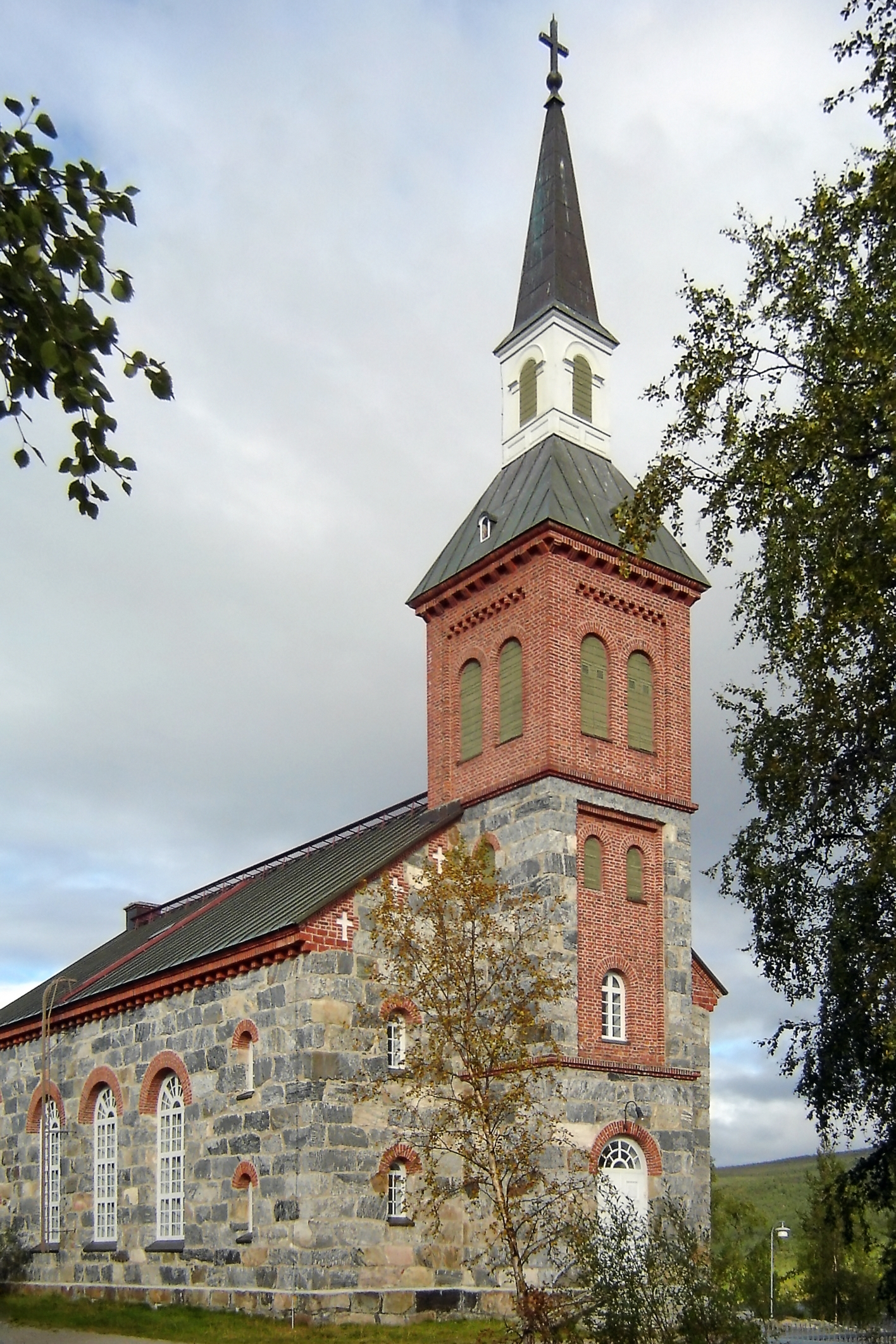
Die Kirche von Utsjoki

Das Tal des Utsjoki-Flusses gehört offiziell zu den finnischen „Nationallandschaften“. Dies verdankt das Flusstal neben seiner landschaftlichen Schönheit einem kulturgeschichtlich wertvollen Ensemble, das sich am Ufer des vom Utsjoki-Fluss durchflossenen Mantojärvi-Sees sechs Kilometer südlich des Gemeindezentrums erhalten hat. Die Kirche von Utsjoki steht auf einem kleinen Hügel oberhalb des Sees. Der Granitbau wurde 1850–1853 nach Plänen von Ernst Bernhard Lohrmann erbaut. Der hölzerne Vorgängerbau wurde nach Fertigstellung der neuen Kirche abgetragen, von ihm ist nur noch die gezimmerte Sakristei aus dem Jahr 1776 erhalten. Gegenüber der Kirche am Ufer des Mantojärvi stehen 14 historische Kirchenstuben. Die Holzbauten stammen aus dem frühen 19. Jahrhundert und dienten bis in die 1930er Jahre dazu, weit angereiste Kirchenbesucher unterzubringen. Ebenfalls nahe der Kirche befindet sich das repräsentative Pfarrhaus, das 1843 von Carl Ludwig Engel im Stil des Klassizismus entworfen wurde. Angeschlossen sind einige falunrot gestrichene Wirtschaftsgebäude, deren älteste aus dem 18. Jahrhundert stammen.

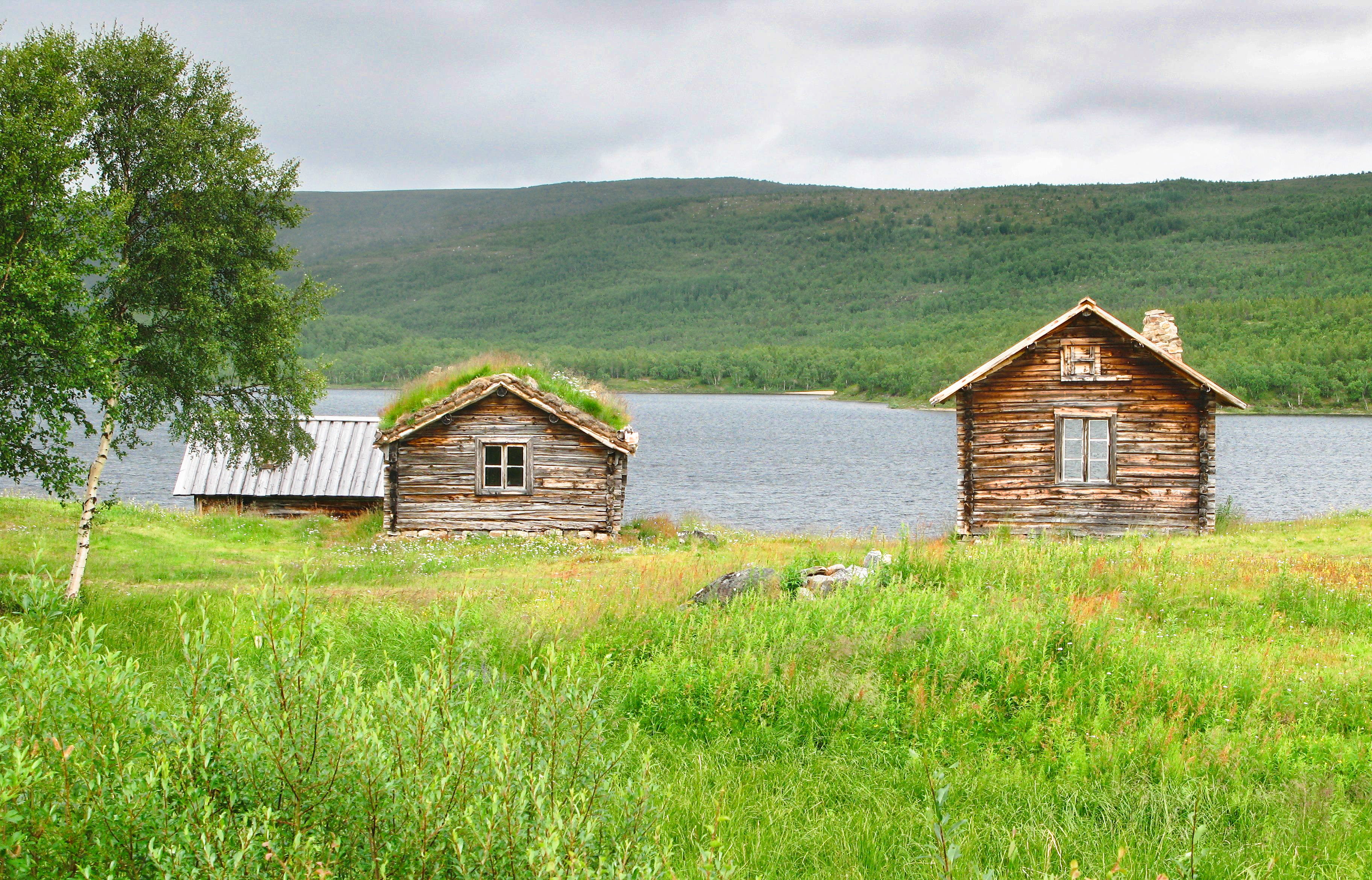
Kirchenstuben am Mantojärvi

Neben der Kulturlandschaft von Mantojärvi hat sich in Utsjoki auch an einigen anderen Stellen alte Bausubstanz erhalten. Hierzu gehören alte Fischerhütten aus dem 19. Jahrhundert auf der Flussinsel Lohisaari im Tenojoki, das frühere samische Winterdorf Talvadas am Ufer des Tenojoki sowie die Gebäudeensembles von Mieraslompolo am Utsjoki-Fluss und Välimaa am Tenojoki.
Am Ufer des Tenojoki zwischen Utsjoki und Nuorgam befindet sich eine alte Schotterstraße von Nivajoki nach Alajalve. Sie diente ursprünglich dazu, Boote an den unpassierbaren Alaköngäs-Stromschnellen des Tenojoki vorbeizutransportieren. 1928 wurde der sechs Kilometer lange Weg in das öffentliche Straßennetz integriert, obwohl er keine Verbindung zum übrigen Straßennetz hatte. Nach der Fertigstellung der Straßenverbindung nach Nuorgam wurde die parallel verlaufende alte Straße in eine Museumsstraße umgewandelt. Eine zweite Museumsstraße findet sich am Ufer des Utsjoki-Flusses. Es handelt sich um einen ebenfalls sechs Kilometer langen Abschnitt des historischen Postwegs nach Utsjoki.

## Söhne und Töchter der Gemeinde
- Eino Guttorm (1941–2005), Schriftsteller
- Rauni Magga Lukkari (* 1943), Schriftstellerin
- Rauni Manninen (* 1946), Schriftstellerin
- Jovnna-Ánde Vest (* 1948), Schriftsteller
- Inger-Mari Aikio (* 1961), Schriftstellerin
- Anne Nuorgam (* 1964), Politikerin